# Сека Алексич
Сека Алексич (нар. 23 квітня 1981, Зворник, СФРЮ) — сербська співачка.

## Дискографія
- 2002 — Идеално твоја
- 2003 — Балкан
- 2005 — Дођи и узми ме
- 2007 — Краљица
- 2009 — Случајни партнери
- 2012 — Лом
- 2015 — Лек за спавање.